# Agua Vista
Agua Vista är en ort i Mexiko.   Den ligger i kommunen San José Tenango och delstaten Oaxaca, i den sydöstra delen av landet, 290 km sydost om huvudstaden Mexico City. Agua Vista ligger 1 083 meter över havet och antalet invånare är 102.
Terrängen runt Agua Vista är kuperad åt sydväst, men åt nordost är den bergig. Runt Agua Vista är det ganska tätbefolkat, med 86 invånare per kvadratkilometer. Närmaste större samhälle är Huautla de Jiménez, 17,5 km väster om Agua Vista. I omgivningarna runt Agua Vista växer i huvudsak städsegrön lövskog.